# Robert Oltay

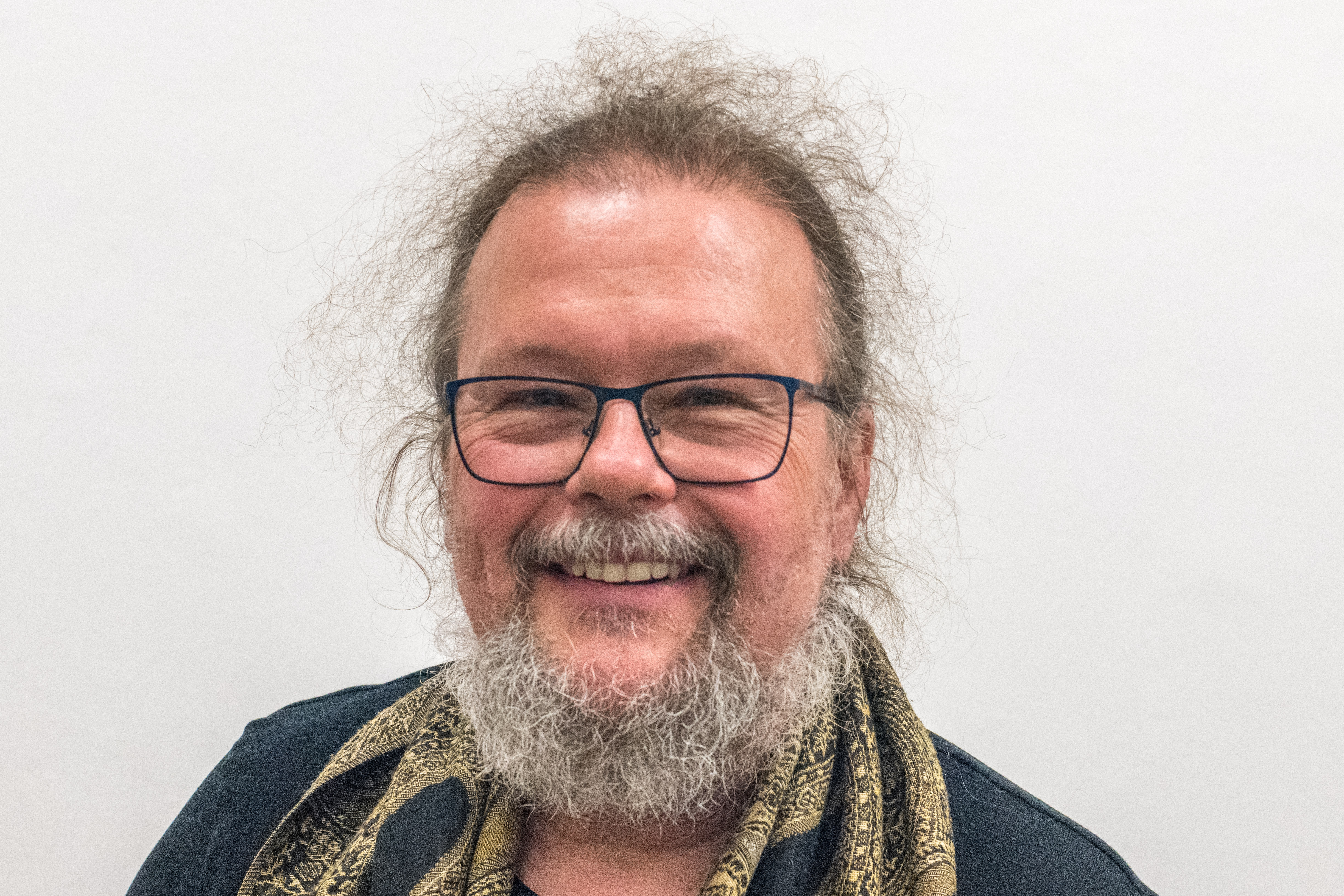
Robert Oltay (2018)

Robert Oltay (* 5. Juni 1961 in Aachen) ist ein österreichischer Grafiker und Maler.

## Leben
Robert Oltay lebt und arbeitet in Linz in Oberösterreich. Er studierte an der Hochschule für künstlerische und industrielle Gestaltung in Linz, Meisterklasse Malerei und Graphik. Seit seinem Diplom 1986 ist er als freischaffender Maler und Grafiker tätig und Mitglied im Oberösterreichischen Kunstverein. Von 2000 bis 2012 war er Präsident der Berufsvereinigung Bildender Künstler Oberösterreich.

## Ausstellungen

### Einzelausstellungen
- 1988 Austria Tabak Museum, Wien
- 1991 Galerie am Steinweg, Passau
- 1993 Hipp-Halle, Gmunden
- 1995 Galerie Zauner, Linz-Leonding
- 1998 Oberösterreichischer Kunstverein, Linz
- 1999 Stallungen im Maierhof des Stiftes Wilhering
- 1999 Kunstraum Dr. David, Wien
- 2001 Galerie Berufsvereinigung Bildender Künstler Oberösterreich, Linz
- 2002 Leondinger Eigenart, Linz-Leonding
- 2003 Gusenleithnerhof, Unterweitersdorf/Oberösterreich
- 2006 Galerie Berufsvereinigung Bildender Künstler Oberösterreich, Linz
- 2007 Mutterhaus der Franziskanerinnen, Vöcklabruck
- 2008 Bruckmühle, Pregarten/Oberösterreich
- 2009 Kunstflow 09, Enns/Oberösterreich
- 2018 Energieinseln, Kunstforum Linz AG (gemeinsam mit Doris Haberfellner)

### Ausstellungsbeteiligungen
- 2000	St. Anna Kapelle, Passau
- 2001	Oberösterreichische Landesgalerie Linz in Kooperation mit Thomas Strobl
- 2003	Stadtmuseum, Deggendorf/Deutschland
- 2004	Galerie Berufsvereinigung Bildender Künstler Oberösterreich, Linz
- 2006	Stadtmuseum Nordico, Linz
- 2008	Stadtmuseum Nordico, Linz
- 2009	Galerie am Domhof, Zwickau/Deutschland
- 2009	Arka Galerija, Vilnius/Litauen
- 2009	Villa Claudia Feldkirch/Vorarlberg
- 2018 KUNSTradln in Millstatt

### Preise
Während des Kunststudiums erhielt er 1983 den Talentförderungspreis des Landes Oberösterreich für Malerei und Graphik. 1989 wurde ihm der 1. Preis der Dr. Ernst-Koref-Stiftung. Beim 22. Österreichischen Graphikwettbewerb in Innsbruck wurde ihm 1991 der Preis des Landes Steiermark verliehen. Der Kulturring der Wirtschaft Oberösterreich zeichnete ihn 1996 und 2000 aus und 2001 wurde er mit dem Oberösterreichischen Kunstförderpreis der Oberösterreichischen Versicherung gewürdigt.